# Finowkanalen
Finowkanalen er en af de ældste kunstige vandveje i Europa. Kanalen er 43 km lang, og har en højdeforskel på 38 m. Den ligger i landkreis Barnim i den tyske delstat Brandenburg. Den blev i første omgang bygget fra 1605 til 1620, og forbinder floderne Oder og Havel. 
Kanalen blev ødelagt under Trediveårskrigen, og resterne henlå i glemsel i mange år. I 1743 blev kanalen genopbygget på foranledning af Frederik den Store af Preussen. Det medførte et erhvervsmæssigt opsving for området og muliggjorde etableringen af metalindustrien i det 18. århundrede.
Efter færdiggørelsen af den mere regulære Oder-Havel-Kanal i 1914 faldt den økonomiske betydning for Finowkanalen. I dag bliver den hovedsageligt brugt i turistsammenhæng.